# 21 décembre 1984
Le vendredi 21 décembre 1984 est le 356e jour de l'année 1984.

## Naissances
- Alexander Olsson, joueur professionnel de hockey sur glace suédois
- Charles Dissels, joueur de football néerlandais
- Darren Potter, joueur de football irlandais
- Dries van Schalkwyk, joueur de rugby sud-africain
- Francisco Sutil Tirado, footballeur espagnol
- Jemima Sumgong, athlète kenyane
- Juan Valera Espín, joueur de football espagnol
- Martina Skolkova, joueuse internationale slovaque de handball
- Michael McDowell, pilote américain de NASCAR
- Nathalie Rapti Gomez, actrice colombienne
- Peter van der Westhuizen, athlète sud-africain

## Décès
- Alcide Simard (né le 25 octobre 1907), personnalité politique canadienne
- Cornelis Eliza Bertus Bremekamp (né le 7 février 1888), botaniste néerlandais
- Francis Cersot (né le 3 février 1901), militant socialiste, syndicaliste CGT puis Force ouvrière, résistant français et cadre au sein de la SFIO

## Événements
- Fin de la série télévisée La Fièvre d'Hawaï
- Sortie de l'album Thing-Fish